# 5. únor
5. únor je 36. den roku podle gregoriánského kalendáře. Do konce roku zbývá 329 dní (330 v přestupném roce). Svátek má Dobromila.

## Události

### Česko
- 1365 – na hradě Karlštejně byla vysvěcena Kaple svatého Kříže.
- 1796 – V Praze proběhla 1. schůze Společnosti vlasteneckých přátel umění, předchůdkyně dnešní Národní galerie.

### Svět
- 0062 – Zemětřesení a sopečná činnost zničila asi 60 % Pompejí.
- 1907 – Belgicko-americký chemik Leo Baekeland poprvé připravil bakelit.
- 1919 – Byla založena nová filmová společnost United Artists (Spojení umělci). Jejími zakladateli byli filmové hvězdy té doby Charlie Chaplin, Mary Pickfordová, Douglas Fairbanks a D. W. Griffith.
- 1936 – Premiéru měl film Moderní doba, jehož režisérem i hlavním hrdinou byl Charlie Chaplin.
- 1974 – Sonda Mariner 10 provedla jako první při průletu okolo Venuše gravitační manévr.

## Narození
Automatický abecedně řazený seznam viz Kategorie:Narození 5. února

### Česko

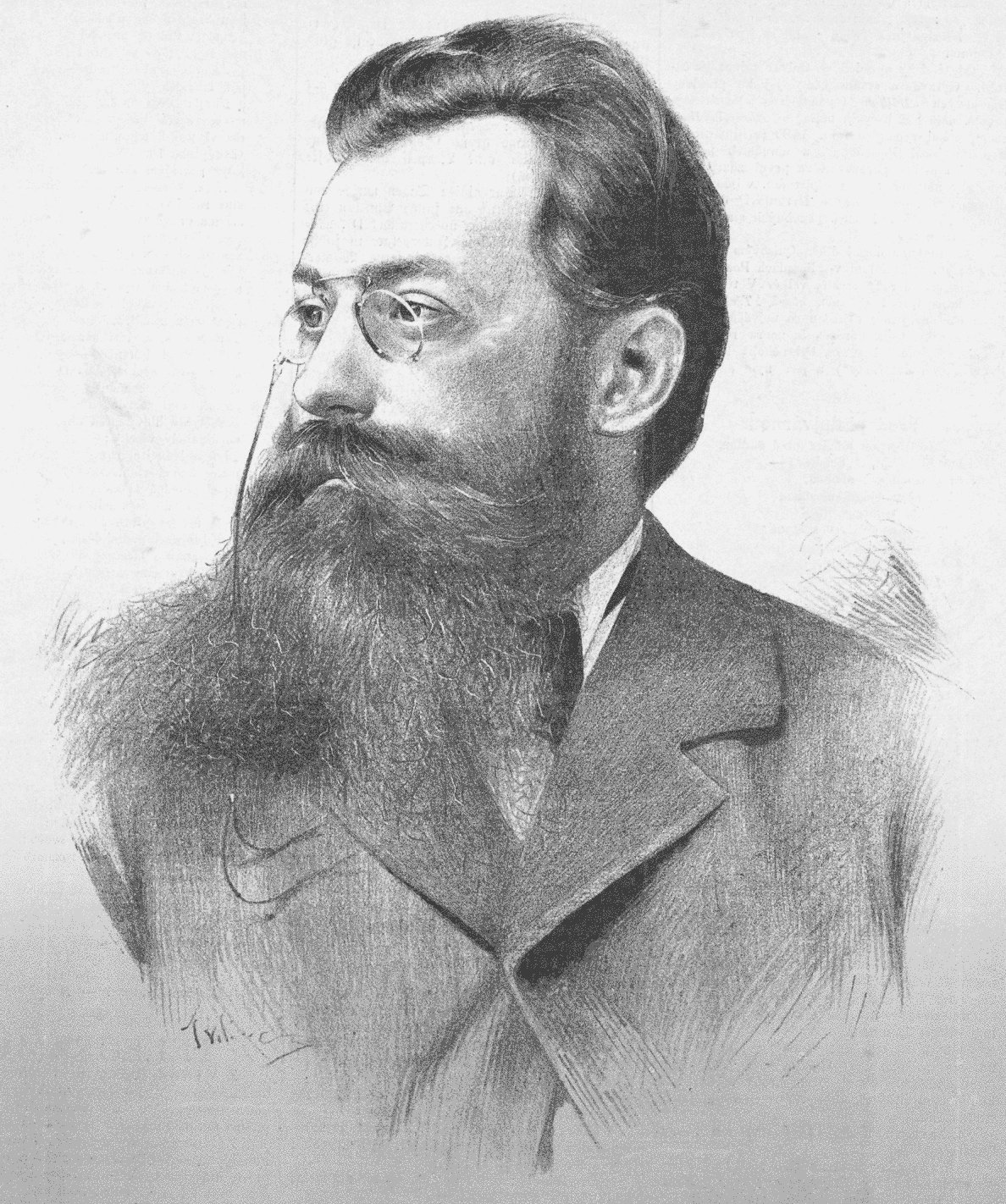
Ladislav Quis (* 1846)

- 1651 – František Ferdinand Khünburg, arcibiskup pražský († 7. srpna 1731)
- 1786 – Karel František Pitsch, českoněmecký varhaník, hudební skladatel a pedagog († 12. června 1858)
- 1833 – Karel Findinský, generální vikář kostela ve Frýdku († 9. září 1897)
- 1846 – Ladislav Quis, spisovatel a básník († 1. září 1913)
- 1860 – Matěj Anastasia Šimáček, novinář a spisovatel († 12. února 1913)
- 1862
  - Břetislav Foustka, sociolog a filozof, profesor Univerzity Karlovy († 22. února 1947)
  - Karel Kilcher, lékař-bakteriolog († 11. března 1888)
- 1867 – František Teplý, archivář a regionální historik († 11. června 1945)
- 1872 – Géza Szüllő, československý politik maďarské národnosti († 28. července 1957)
- 1875 – Františka Plamínková, spisovatelka a politička († 30. června 1942)
- 1876 – Rudolf Vanýsek, lékař († 28. srpna 1957)
- 1882 – Emanuel Jaroš, hudební skladatel a pedagog († 12. dubna 1959)
- 1892 – Jacques Groag, architekt moravského původu († 28. ledna 1962)
- 1901 – Bedřich Golombek, český novinář a spisovatel († 31. března 1961)
- 1904 – Antonín Křišťál, český fotbalový reprezentant († 1976)
- 1906
  - Jan Sládek, malíř, ilustrátor, grafik, typograf, scénograf († 30. července 1982)
  - Bohuš Záhorský, herec († 22. září 1980)
- 1921
  - Josef Pukl, varhaník, klavírista a hudební skladatel († 23. prosince 2006)
  - Jaroslav Kofroň, hornista, hudební skladatel († 22. července 1966)
- 1922
  - Jan Plovajko, plukovník, válečný veterán († 11. ledna 2020)
  - Jiří Rubáš, fotbalista († 16. května 2005)
- 1923 – Jaroslav Barták, matematik († 1986)
- 1924 – Jaroslav Kohout, filozof, politik, politický vězeň a překladatel († 20. června 2013)
- 1927
  - Pavla Horská, historička
  - František Živný, hudební skladatel († 30. prosince 2006)
  - František Pacík, český sochař († 14. srpna 1975)
- 1930 – Josef Holub, botanik († 23. července 1999)
- 1931 – Rudolf Čechura, spisovatel († 7. října 2014)
- 1933 – Jan Werner, esperantista († 20. ledna 2021)
- 1934 – Vladimír Jelínek, malíř, grafik, sklářský výtvarník a fotograf
- 1935 – Jaroslav Toť, český filmový a divadelní herec († 19. září 2005)
- 1938 – Ivo Václav Fencl, český literární historik a kritik († 3. října 2019)
- 1939
  - František Sokol, volejbalista, bronzový olympionik († 11. října 2011)
  - Evžen Zámečník, houslista, dirigent a skladatel
- 1943 – Dušan Uhrin, fotbalový trenér
- 1948 – Eva Kotvová, třináctinásobná mistryně Československa ve společenském tanci
- 1945 – Jan Gebhart, český historik († 29. června 2018)
- 1954 – Daniel Dvořák, scénograf
- 1957 – Luboš Hucek, český fagotista († 20. prosince 2021)
- 1963 – Pavel Kolář fyzioterapeut
- 1966 – Petr Žaluda, manažer, bývalý ředitel Českých drah
- 1967 – Petr Orálek, novinář
- 1968 – Regina Kordová, tenistka
- 1971 – Markéta Fialová, česká moderátorka
- 1976 – Jan Hrdina, hokejista
- 1977 – Andrea Elsnerová, herečka
- 1980 – Robin Vik, tenista
- 1983 – Aleš Jiráň, basketbalista
- 1987 – Jiří Jedlička, plavec
- 1988 – Štěpán Kodeda, orientační běžec († 30. března 2015)
- 1993 – Adam Ondra, horolezec

### Svět

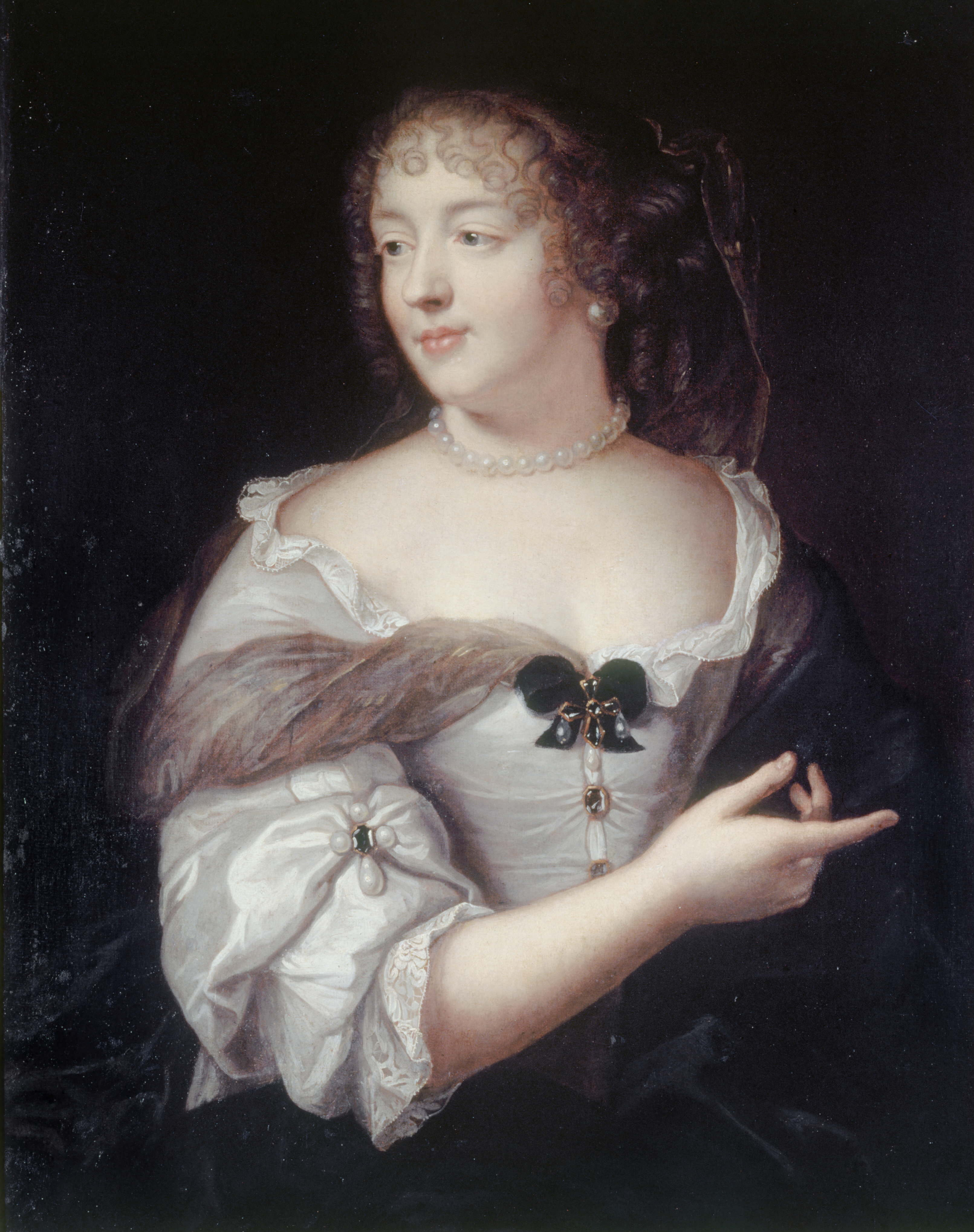
Marie de Sévigné (* 1626)

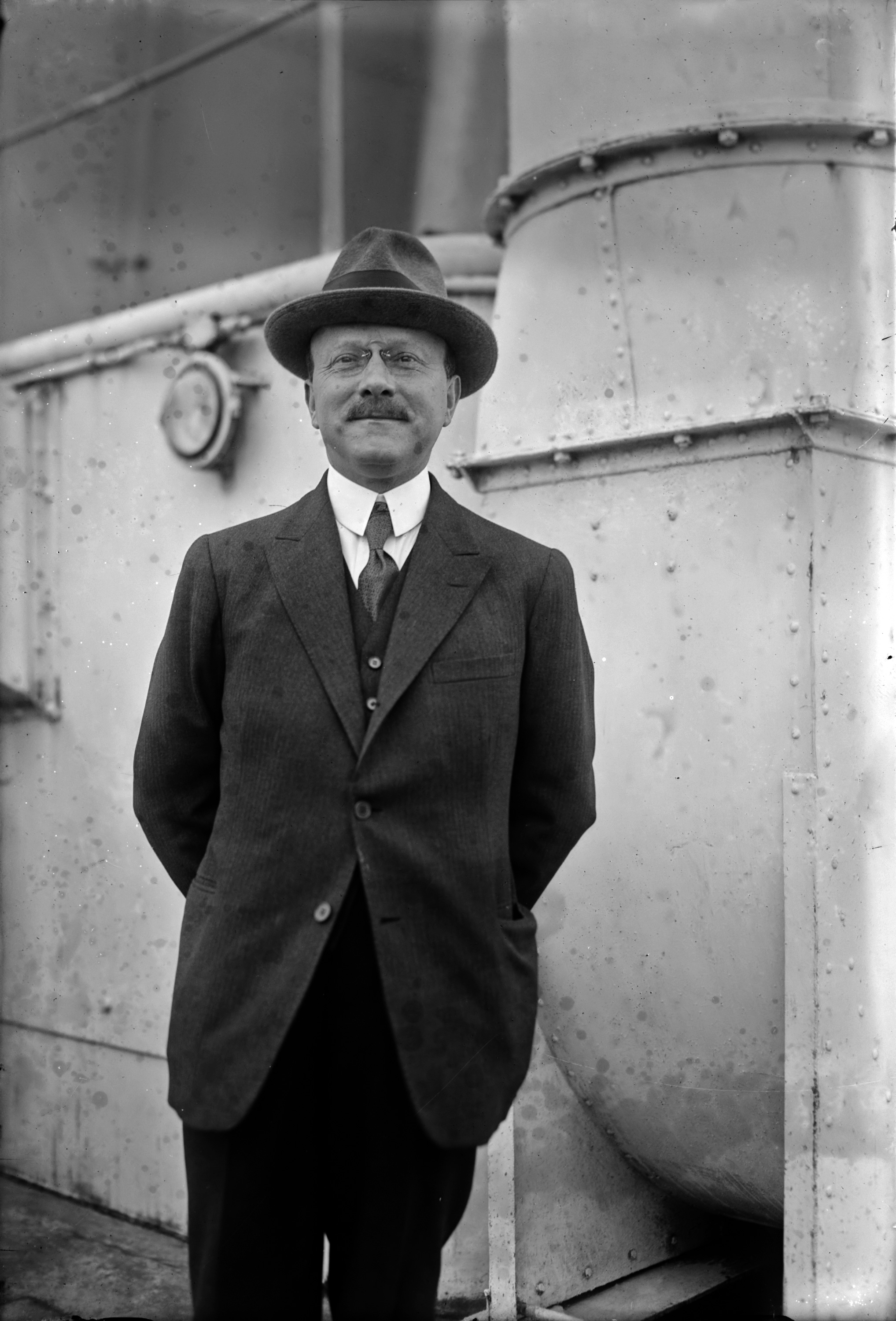
André Citroën (* 1878)

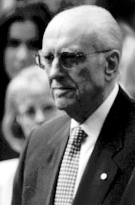
Andreas Papandreou (* 1919)

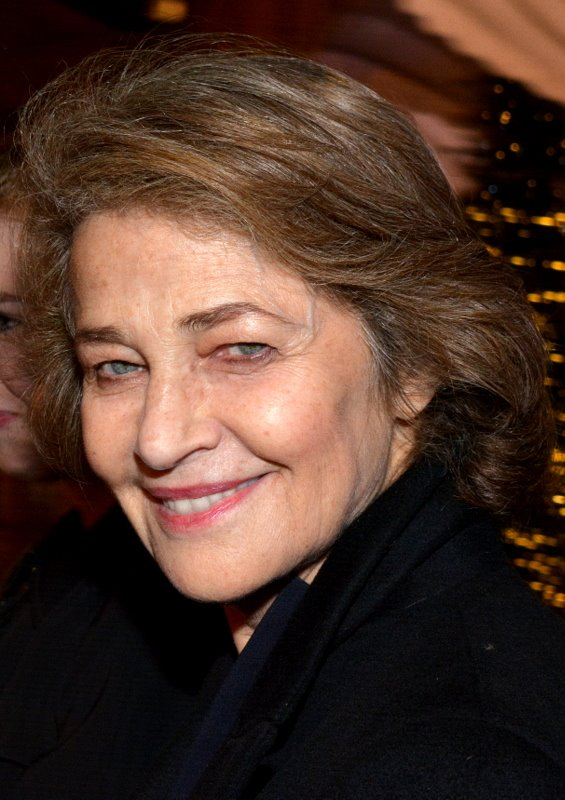
Charlotte Rampling (* 1946)

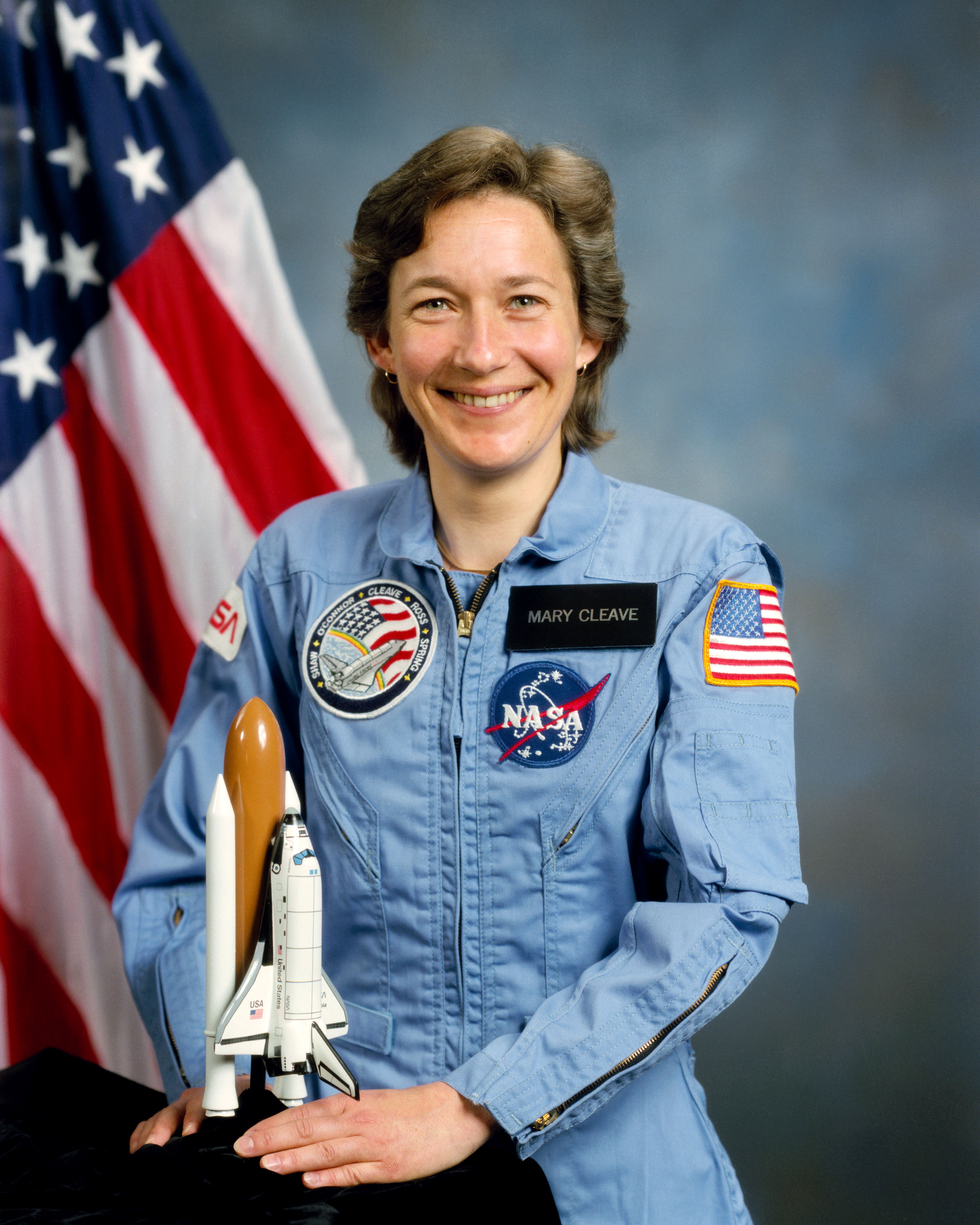
Mary Cleaveová (* 1947)

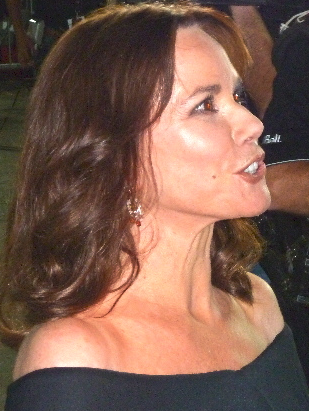
Barbara Hershey (* 1948)

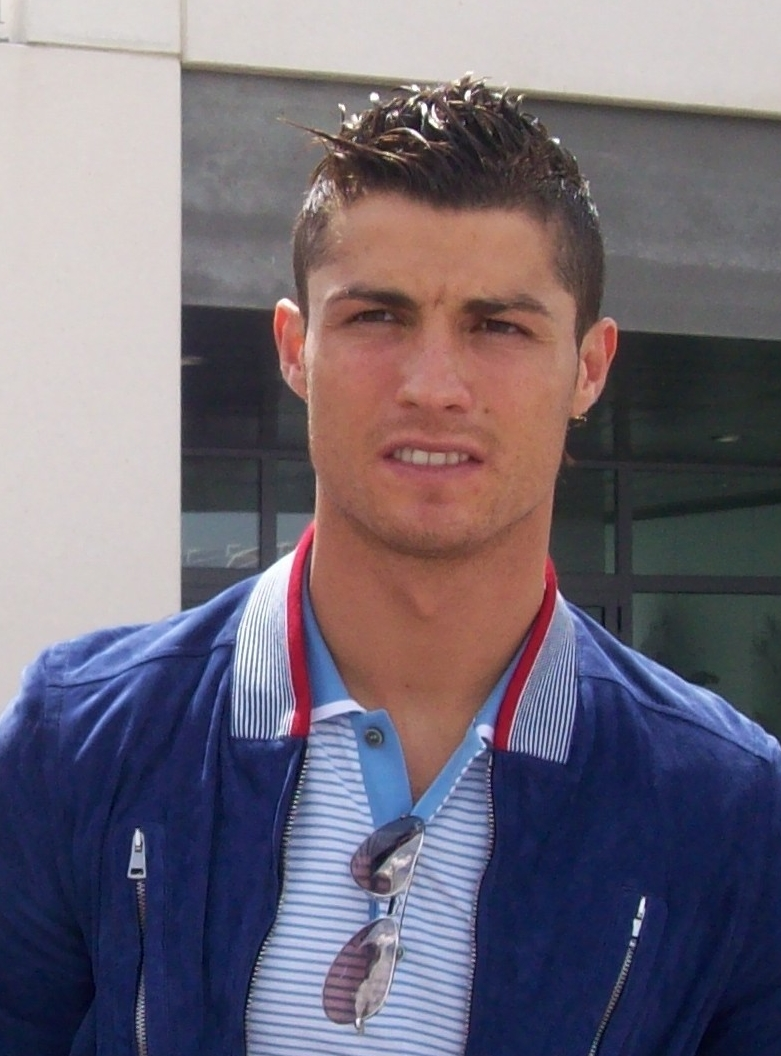
Cristiano Ronaldo (* 1985)

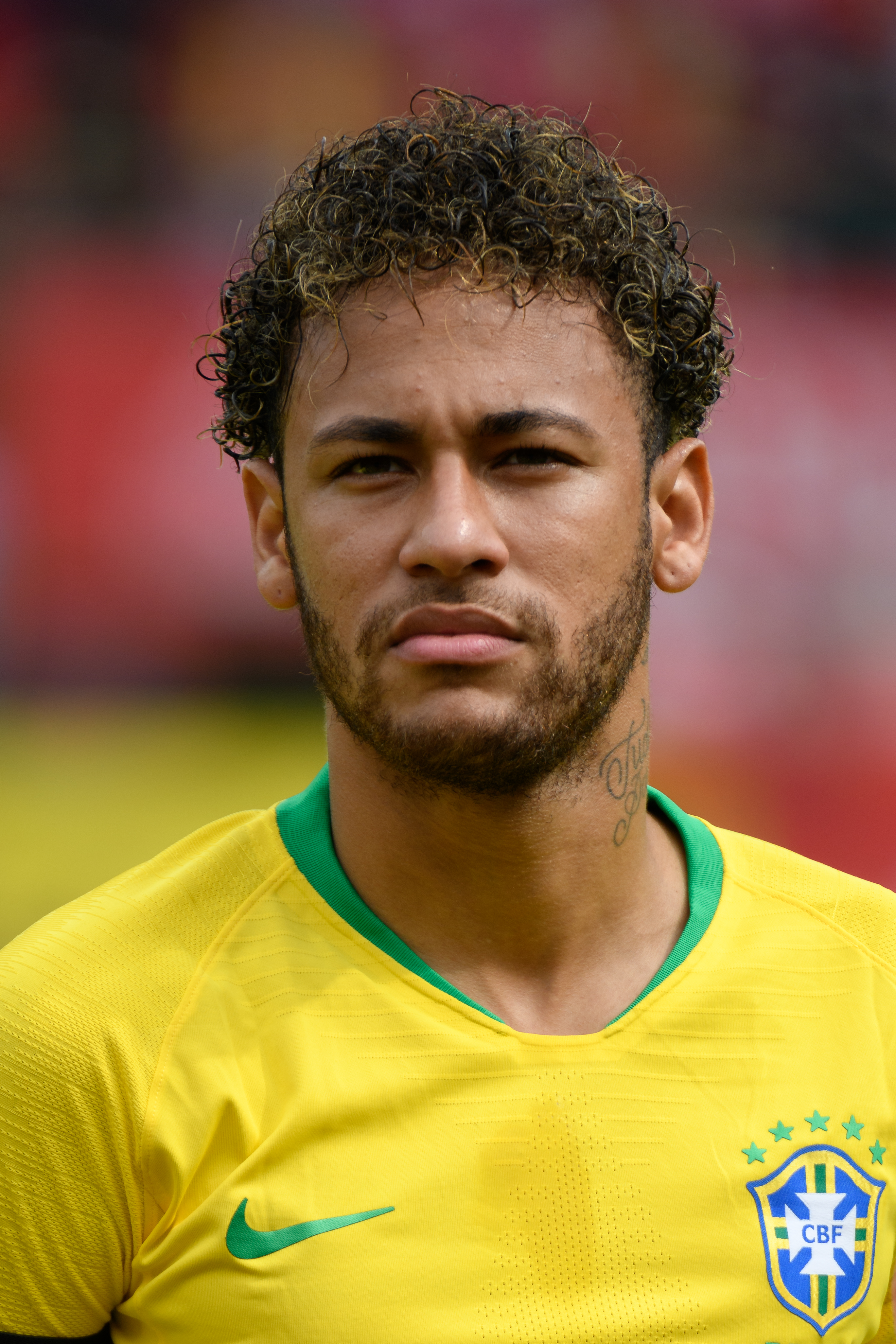
Neymar (* 1992)

- 1438 – Filip II. Savojský, savojský vévoda († 7. listopadu 1497)
- 1626 – Marie de Sévigné, francouzská šlechtična († 17. dubna 1696)
- 1735 – Paul Kray von Krajova und Topollya, rakouský vojevůdce († 19. ledna 1804)
- 1736 – Frédéric-Louis Allamand, švýcarský lékař a botanik († 3. března 1809)
- 1788 – Robert Peel, britský politik († 2. července 1850)
- 1795 – Wilhelm Karl von Haidinger, rakouský mineralog, geolog, fyzik a optik († 19. března 1871)
- 1798 – Gaspard-Pierre-Gustave Joly, francouzský obchodník a fotograf († 18. června 1865)
- 1804 – Johan Ludvig Runeberg, finsko-švédský básník († 6. května 1877)
- 1808 – Carl Spitzweg, německý malíř († 23. září 1885)
- 1810 – Ole Bull, norský houslista a hudební skladatel († 17. srpna 1880)
- 1836
  - Nikolaj Alexandrovič Dobroljubov, ruský literární kritik a filozof († 29. listopadu 1861)
  - Alexander Stewart Herschel, britský astronom († 18. června 1907)
- 1840
  - Hiram Stevens Maxim, americký vynálezce († 24. listopadu 1916)
  - John Boyd Dunlop, anglický vynálezce († 23. říjen 1921)
- 1846 – Johann Most, německo-americký anarchista († 17. března 1906)
- 1848
  - Joris Karl Huysmans, francouzský spisovatel († 12. května 1907)
  - Louis Schmeisser, německý konstruktér zbraní († 23. března 1917)
- 1860 – Karl Marek, ministr financí Předlitavska († 21. dubna 1923)
- 1861
  - Bjarnat Krawc, lužickosrbský skladatel († 25. listopadu 1948)
  - August von Parseval, německý stavitel vzducholodí († 22. února 1942)
- 1868 – Henri Hinrichsen, německý nakladatel († 17. září 1942)
- 1870 – Albert von Beckh, SS-Gruppenführer († 4. října 1958)
- 1874 – Gabriel Delmotte, francouzský astronom a selenograf († 30. srpna 1950)
- 1876 – Friedrich Kollarz, rakouský důstojník a politik († 24. února 1934)
- 1878
  - Jean Becquerel, francouzský fyzik († 4. července 1953)
  - André Citroën, francouzský průmyslník († 3. července 1935)
- 1879 – Pinchas Rutenberg, ruský revolucionář, sionista († 22. prosince 1942)
- 1880 – Gabriel Voisin, francouzský průmyslník, průkopník letectví († 25. prosince 1973)
- 1882 – Louis Wagner, francouzský automobilový závodník, průkopník automobilismu i letectví a fotbalista († 13. března 1960)
- 1887 – Albert Paris Gütersloh, rakouský malíř a spisovatel († 16. května 1973)
- 1891 – Nicolau María Rubió i Tudurí, katalánský architekt, zahradní architekt, urbanista a spisovatel († 4. května 1981)
- 1892 – František Valentin, slovenský chemik († 27. ledna 1966)
- 1893
  - Roman Ingarden, polský filozof († 14. června 1970)
  - William Earl Johns, britský pilot a spisovatel († 21. června 1968)
- 1895 – Halvor Solberg, norský meteorolog († 31. ledna 1974)
- 1897 – Anton von Arco auf Valley, německý politický aktivista a vrah († 29. června 1945)
- 1900
  - Władysława Markiewiczówna, polská pianistka, skladatelka a hudební pedagožka († 17. května 1982)
  - Adlai Stevenson, americký politik, guvernér státu Illinois († 14. července 1965)
- 1906 – Richard Ettinghausen, německý kunsthistorik († 2. dubna 1979)
- 1908 – Peg Entwistle, velšská herečka († 16. září 1932)
- 1909 – Gražyna Bacewiczová, polská hudební skladatelka a houslistka († 17. ledna 1969)
- 1910 – Francisco Varallo, argentinský fotbalista († 30. srpna 2010)
- 1914
  - William Seward Burroughs, americký spisovatel († 2. srpna 1997)
  - Alan Lloyd Hodgkin, britský fyziolog, nositel Nobelovy ceny († 20. prosince 1998)
- 1915 – Robert Hofstadter, americký fyzik, nositel Nobelovy ceny († 17. listopadu 1990)
- 1916 – Ugo Locatelli, italský fotbalista († 28. května 1993)
- 1918 – Kara Karajev, hudební skladatel a pedagog ázerbájdžánského původu († 13. května 1982)
- 1919 – Andreas Papandreu, řecký ekonom a předseda řecké vlády v letech 1981–1989 a 1993–1996 († 23. června 1996)
- 1924 – Duraisamy Simon Lourdusamy, indický kardinál († 2. června 2014)
- 1929
  - Fred Sinowatz, kancléř Rakouska († 11. srpna 2008)
  - Hal Blaine, americký bubeník († 11. března 2019)
- 1932 – Cesare Maldini, italský fotbalista († 3. duben 2016)
- 1934
  - Hank Aaron, americký baseballista († 22. ledna 2021)
  - Don Cherry, kanadský hokejový komentátor
- 1937 – Gaston Roelants, belgický atlet, olympijský vítěz
- 1939 – Carlos Soria, španělský horolezec
- 1940
  - H. R. Giger, švýcarský malíř, sochař a návrhář († 12. května 2014)
  - Dick Warlock, americký herec a kaskadér
- 1943 – Michael Mann, americký filmový režisér, scenárista a producent
- 1944
  - Al Kooper, americký skladatel, hudební producent a hudebník
  - Bill Mays, americký jazzový klavírista
- 1946 – Charlotte Rampling, britská herečka
- 1947
  - Mary Cleaveová, americká bioložka, ekoložka a astronautka († 27. listopadu 2023)
  - Benoît Jacquot, francouzský režisér
- 1948
  - Sven-Göran Eriksson, švédský fotbalový trenér († 26. srpna 2024)
  - Barbara Hershey, americká herečka
  - David Wallechinsky, americký publicista a historik
  - Christopher Guest, anglo-americký scenárista, skladatel, hudebník, režisér, herec
  - Tom Wilkinson, britský herec († 30. prosince 2023)
- 1949 – Manuel Orantes, španělský tenista
- 1952 – Daniel Balavoine, francouzský zpěvák a hudebník
- 1955 – Markus Ryffel, švýcarský běžec
- 1956
  - Vinnie Colaiuta, americký bubeník
  - Alfredo Jaar, chilský umělec, architekt a režisér
- 1958 – Rudi Dolezal, rakouský režisér a filmový producent
- 1960 – Sanasar Oganisjan, sovětský zápasník, volnostylař, olympijský vítěz
- 1961 – Roman Kierpacz, polský zápasník
- 1962 – Jennifer Jason Leigh, americká herečka
- 1964 – Duff McKagan, americký baskytarista
- 1965 – Gheorghe Hagi, rumunský fotbalista
- 1968 – Marcus Grönholm, finský rallyový jezdec
- 1969
  - Bobby Brown, americký zpěvák
  - Michael Sheen, velšský herec
- 1970 – Astrid Kumbernussová, německá atletka
- 1972
  - Mary Dánská, dánská královna
  - Nicole Humbertová, německá tyčkařka
- 1975
  - Giovanni van Bronckhorst, nizozemský fotbalista
  - Myndy Crist, americká herečka
  - Daniel Dangl, slovenský herec
- 1976 – Tony Jaa, thajský herec
- 1977 – Simone Cristicchi, italský zpěvák
- 1978 – Samuel Sánchez, španělský cyklista
- 1981 – Branislav Fodrek, slovenský fotbalista
- 1982
  - Tomáš Kopecký, slovenský hokejista
  - Jennifer Stuczynská, americká tyčkařka
- 1984
  - Ludovic Sylvestre, francouzský fotbalista
  - Carlos Tévez, argentinský fotbalista
- 1985 – Cristiano Ronaldo, portugalský fotbalista
- 1986 – Andreas Beck, německý tenista
- 1987 – Shai Maestro, izraelský klavírista
- 1988 – Natalie Geisenbergerová, německá sáňkařka
- 1989 – Jeremy Sumpter, americký herec
- 1992 – Neymar, brazilský fotbalista
- 1993 – Rim Džong-sim, severokorejská vzpěračka
- 1995 – Guram Tušišvili, gruzinský judista
- 2016 – Džigme Namgjal Wangčhug, korunní princ Bhútánu

## Úmrtí
Automatický abecedně řazený seznam viz Kategorie:Úmrtí 5. února

### Česko

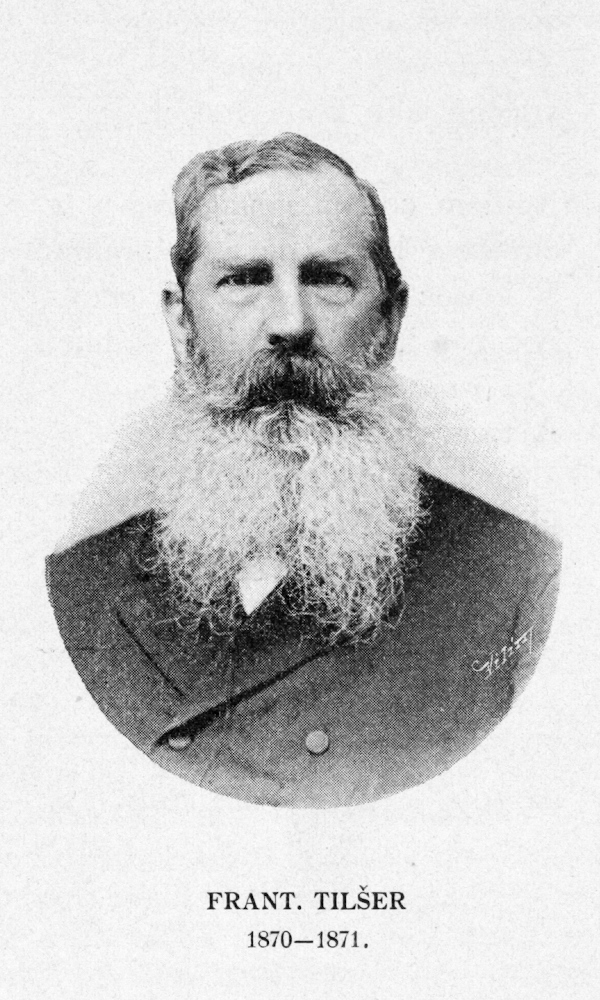
František Tilšer († 1913)

- 1565 – Jan Černý-Nigranus, historik, biskup Jednoty bratrské (* 1500 nebo 1510)
- 1758 – Ferdinand Julius Troyer z Troyersteinu, hrabě, olomoucký biskup (* 20. ledna 1698)
- 1871 – Anton Glasner, starosta Znojma (* ? 1802)
- 1873 – Vojtěch Zuman, kněz, pedagog a historik (* 1792)
- 1878 – Ignác Wiese, český lékař a politik (* 1816)
- 1892
  - Eduard Orel, rakouský důstojník a polárník (* 5. srpna 1841)
  - Josef Götzl, starosta Karlína, poslanec Českého zemského sněmu (* ? 1820)
- 1913 – František Tilšer, matematik (* 12. června 1825)
- 1928 – Adolf Jasník, básník (* 15. února 1888)
- 1935 – Jan Hejčl, katolický teolog (* 15. května 1868)
- 1939 – Jan Václav Novák, hudební skladatel a klarinetista (* 30. března 1876)
- 1945 – Georges Kars, malíř krajin a aktů (* 2. května 1880)
- 1959 – Josef Anderle, profesor technické mechaniky a termomechaniky, rektor ČVUT (* 14. března 1881)
- 1965 – Paul Engelmann, izraelský architekt a filozof moravského původu (* 14. června 1891)
- 1980 – Alois Fišárek, malíř (* 16. července 1906)
- 1983 – Jaromír Koutek, geolog (* 1. dubna 1902)
- 1994 – Václav Štekl, komik (* 23. září 1929)
- 1988 – Karel Horák, československý fotbalový reprezentant (* 26. února 1918)
- 1991 – Vlastimil Havlíček, československý fotbalový reprezentant (* 12. července 1924)
- 1992 – Samuel Kodaj, generál a komunistický politik (* 12. října 1922)
- 2007
  - Milič Jiráček, vědec a teoretik fotografie (* 21. října 1922)
  - Jaroslav Otruba, architekt (* 11. listopadu 1916)
- 2010
  - Bohumil Marčák, novinář, literární historik a fotograf (* 1. prosince 1924)
  - Josef Veselý, katolický kněz, spisovatel, politický vězeň (* 28. července 1929)
- 2011
  - Stanislav Lachman, designér (* 16. října 1921)
  - Pavel Vondruška, herec, dirigent a cimrmanolog (* 15. listopadu 1925)
- 2013 – Jindřich Šťáhlavský, zpěvák country (* 24. února 1945)
- 2019 – Václav Vorlíček, český filmový režisér a scenárista (* 3. června 1930)

### Svět

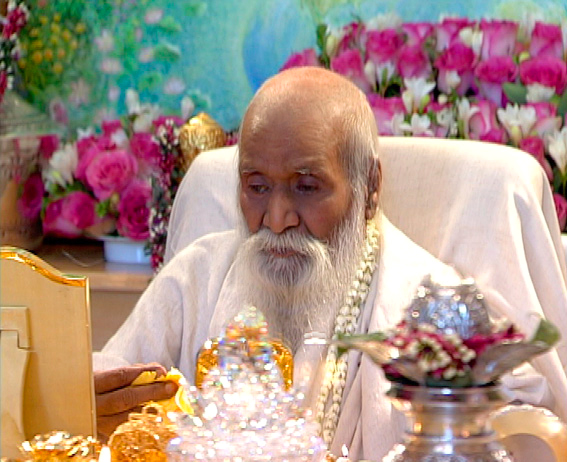
Mahariši Maheš Jógi († 2008)

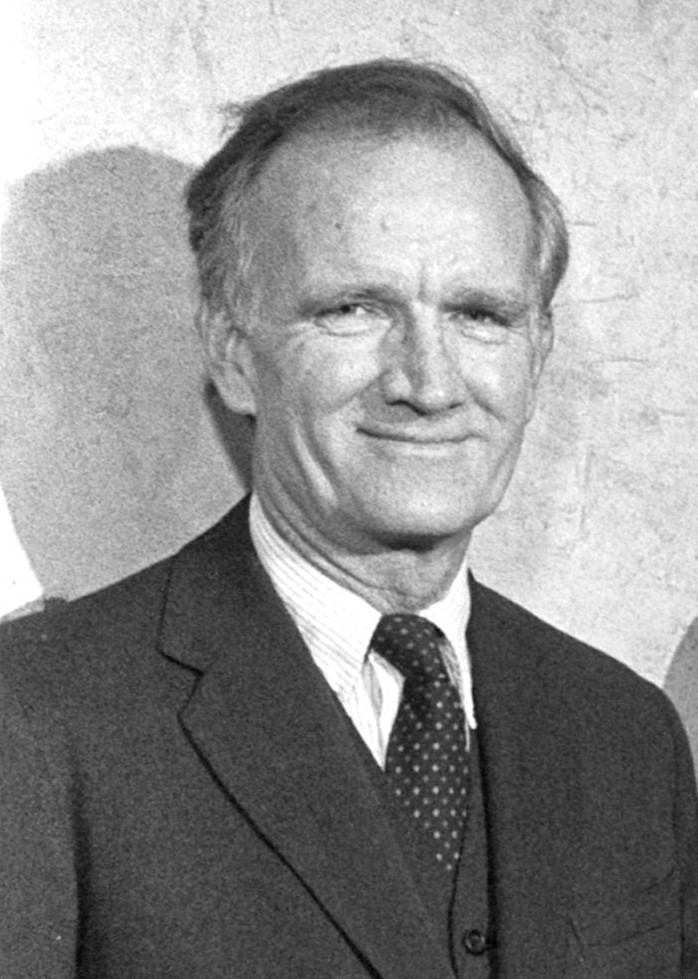
Val Logsdon Fitch († 2015)

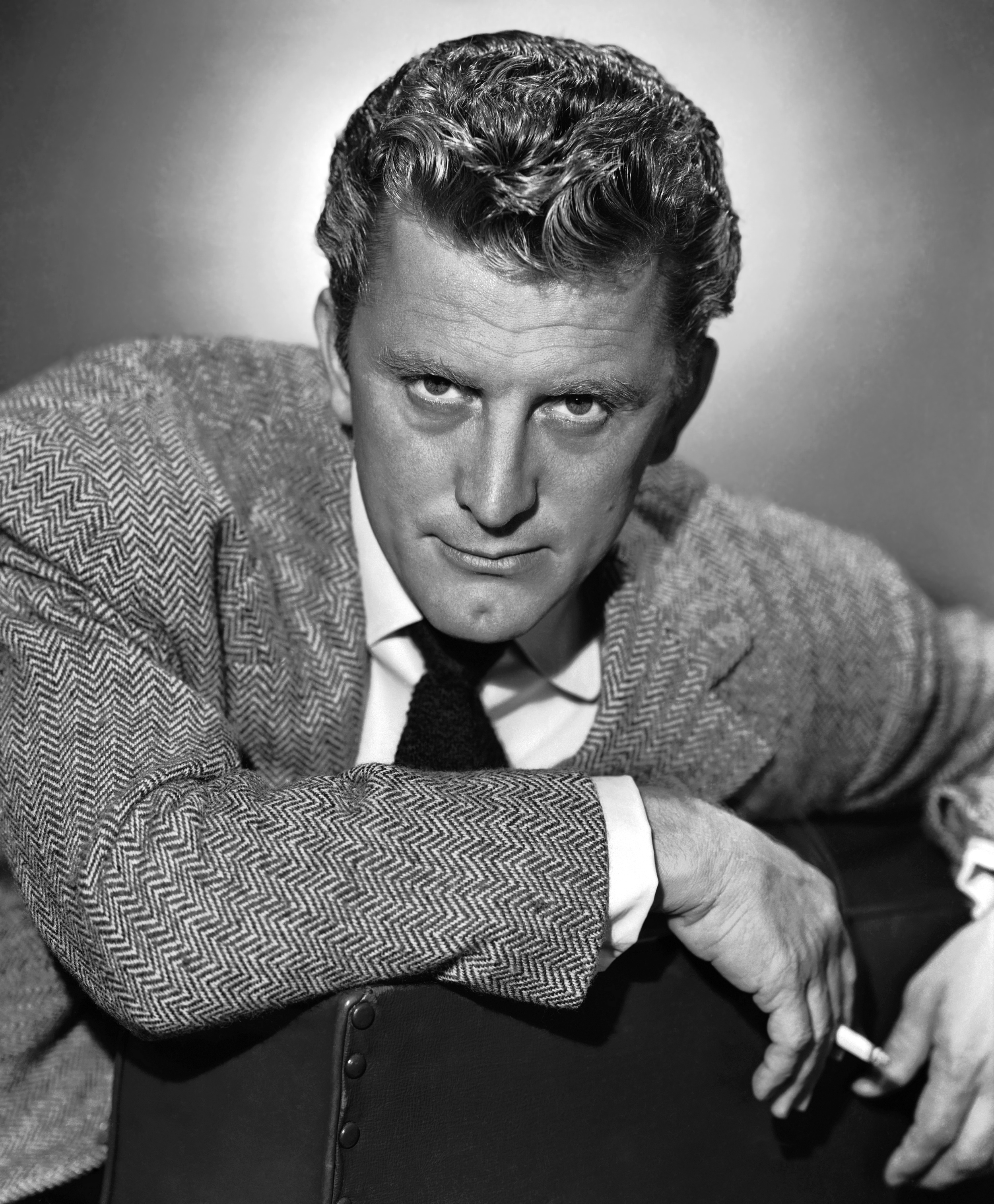
Kirk Douglas († 2020)

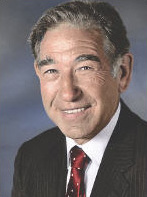
Stanley Cohen († 2020)

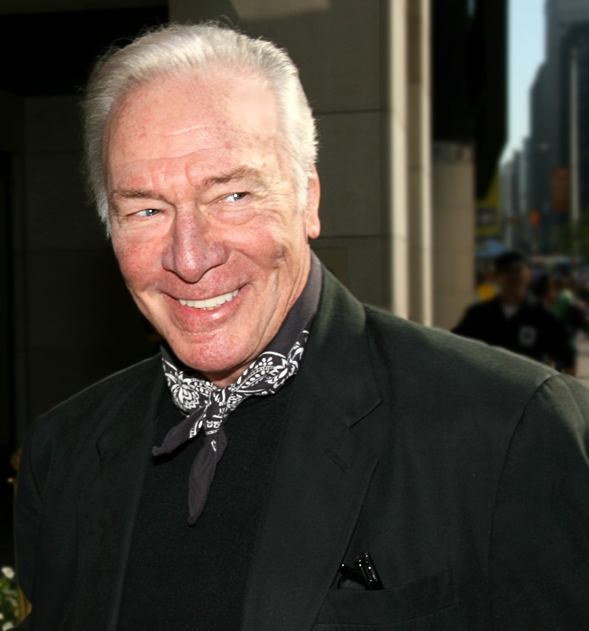
Christopher Plummer († 2021)

- 1664 – Christen Aagaard, dánský básník (* 27. ledna 1616)
- 1679 – Joost van den Vondel, nizozemský dramatik a spisovatel (* 17. listopadu 1587)
- 1705 – Philipp Jacob Spener, německý teolog (* 13. ledna 1635)
- 1722 – Éléonore Desmier d'Olbreuse, francouzská šlechtična (* 3. ledna 1639)
- 1758 – Ferdinand Julius Troyer z Troyersteinu, rakouský církevní hodnostář, olomoucký biskup (* 20. ledna 1698)
- 1766 – Leopold Daun, rakouský vojevůdce ve válkách o rakouské dědictví (* 24. září 1705)
- 1772 – Panna Cinková, uherská romská houslistka (* 1711)
- 1807 – Pascal Paoli, korsický nacionalista (* 6. dubna 1725)
- 1818 – Karel XIII., švédský král (* 7. října 1748)
- 1819 – Hannah Van Burenová, manželka prezidenta USA (* 8. března 1783)
- 1841 – Gabriel Csepcsányi, maďarsko-slovenský matematik (* 17. června 1775)
- 1881
  - Thomas Carlyle, skotský spisovatel a historik (* 4. prosince 1795)
  - Františka Kinská, hraběnka z Vchynic a Tetova, lichtenštejnská kněžna (* 8. srpna 1813)
- 1884 – Marie Anna Portugalská, portugalská a saská princezna (* 21. července 1843)
- 1887 – Peder Balke, norský malíř (* 4. listopadu 1804)
- 1888 – Anton Mauve, nizozemský realistický malíř (* 18. září 1838)
- 1894 – Auguste Vaillant, francouzský anarchista (* 27. prosince 1861)
- 1895 – Alexandr Abaza, ruský politik (* 5. srpna 1821)
- 1923
  - Erich von Kielmansegg, předlitavský státní úředník a politik (* 13. února 1847)
  - Konrad Eubel, německý církevní historik (* 19. ledna 1842)
- 1925 – Antti Aarne, finský folklorista (* 5. prosince 1867)
- 1926 – André Gedalge, francouzský hudební skladatel a pedagog (* 27. prosince 1856)
- 1928 – Kurt Behrens, německý skokan do vody (* 26. listopadu 1884)
- 1934 – William Morris Davis, americký geograf, geolog, geomorfolog a meteorolog (* 12. února 1850)
- 1937 – Lou Andreas-Salomé, rusko-německá spisovatelka a psycholožka (* 12. února 1861)
- 1944 – Julius Kugy, slovinský alpinista (* 19. července 1858)
- 1946 – George Arliss, britský herec (* 10. dubna 1868)
- 1948 – Johannes Blaskowitz, německý generál (* 10. června 1883)
- 1962
  - Jacques Ibert, francouzský hudební skladatel (* 15. srpna 1890)
  - Doug Watkins, americký kontrabasista (* 2. března 1934)
- 1963 – Barnum Brown, americký paleontolog (* 12. února 1873)
- 1964 – Harold McMunn, kanadský hokejista (* 6. října 1902)
- 1965 – Paul Engelmann, rakouský architekt moravského původu (* 14. června 1891)
- 1966 – Ludwig Binswanger, švýcarský lékař a psychoanalytik (* 13. dubna 1881)
- 1969 – Juozas Balčikonis, litevský lexikograf (* 24. března 1885)
- 1971 – Mátyás Rákosi, maďarský komunistický politik (* 9. března 1892)
- 1978 – Gerhard Oestreich, německý historik (* 2. května 1910)
- 1982 – Viliam Záborský, slovenský herec (* 9. října 1920)
- 1983 – Jicchak Olšan, izraelský právník (* 19. února 1895)
- 1984 – Františka Hrušovská, slovenská a československá odbojářka a politička (* 19. prosince 1914)
- 1993 – Hans Jonas, židovský filozof německého původu (* 10. května 1903)
- 1999
  - Toon Kortooms, nizozemský spisovatel (* 23. února 1916)
  - Wassily Leontief, rusko-americký ekonom (* 5. října 1905)
- 2000 – Toširó Jamabe, japonský hráč go (* 31. července 1926)
- 2005 – Gnassingbé Eyadéma, prezident Toga (* 26. prosince 1935)
- 2007 – Slavko Mihalić, chorvatský básník (* 16. března 1928)
- 2008 – Mahariši Maheš Jógi, indický filozof (* 12. ledna 1918)
- 2009
  - Dana Vávrová, herečka a režisérka (* 9. srpna 1967)
  - Frederiek Nolf, belgický cyklista (* 10. února 1987)
- 2011
  - Konštantín Horecký, slovenský spisovatel (* 19. května 1925)
  - Fanizani Akuda, zimbabwský sochař (* 11. listopadu 1932)
- 2012
  - Al De Lory, americký hudební producent, aranžér, hudebník a dirigent (* 31. ledna 1930)
  - Bill Hinzman, americký režisér a herec (* 24. října 1936)
- 2013 – Paul Tanner, americký pozounista (* 15. října 1917)
- 2015 – Val Logsdon Fitch, americký jaderný fyzik (* 10. března 1923)
- 2020
  - Stanley Cohen, americký biochemik a biolog, nositel Nobelovy ceny za fyziologii a lékařství (* 17. listopadu 1922)
  - Kirk Douglas, americký herec (* 9. prosince 1916)
- 2021 – Christopher Plummer, kanadský herec (* 13. prosince 1929)

## Svátky

### Česko
- Dobromila, Dobromil, Dobromír, Dobromíra, Dobrava
- Agáta, Agaton
- Alida
- Léda
- Modest
- Hatava

### Svět
- Finsko: Runeberg Day
- Mexiko: Den ústavy
- San Marino: Den osvobození
- USA: Den čokoládového fondue[1]

### Liturgický kalendář
- Svatá Agáta

## Pranostiky
| 5. únor v pražském KlementinuÚdaje jsou platné k 8. 7. 2025. | 5. únor v pražském KlementinuÚdaje jsou platné k 8. 7. 2025. | 5. únor v pražském KlementinuÚdaje jsou platné k 8. 7. 2025. |
| minimum                                                      | denní průměr                                                 | maximum                                                      |
| ------------------------------------------------------------ | ------------------------------------------------------------ | ------------------------------------------------------------ |
| −20,5 °C (1841)                                              | 1,5 °C (od 1961)                                             | 14,6 °C (2004)                                               |

- Svatá Agáta bývá na sníh bohatá.
- Svatá Háta bývá na sníh bohatá.
- Svatá Agáta na ranní mlhy bývá bohatá.
- Když na svatou Hátu napadne málo sněhu, vyjede z jara potok z břehů
- Háty – nafouká za všecky laty
- Svatá Háta rozpúšťa zvířata
- Dyž neprší na svatou Hátu, skovej slámu za latu
- Na svatou Agátu strkej věchtě za latu
- Je-li hátová voda ve stavení, nedrží se myší
- Třeskutá zima v únoru naplňuje stodolu